# Estación Iyomiyanoshita

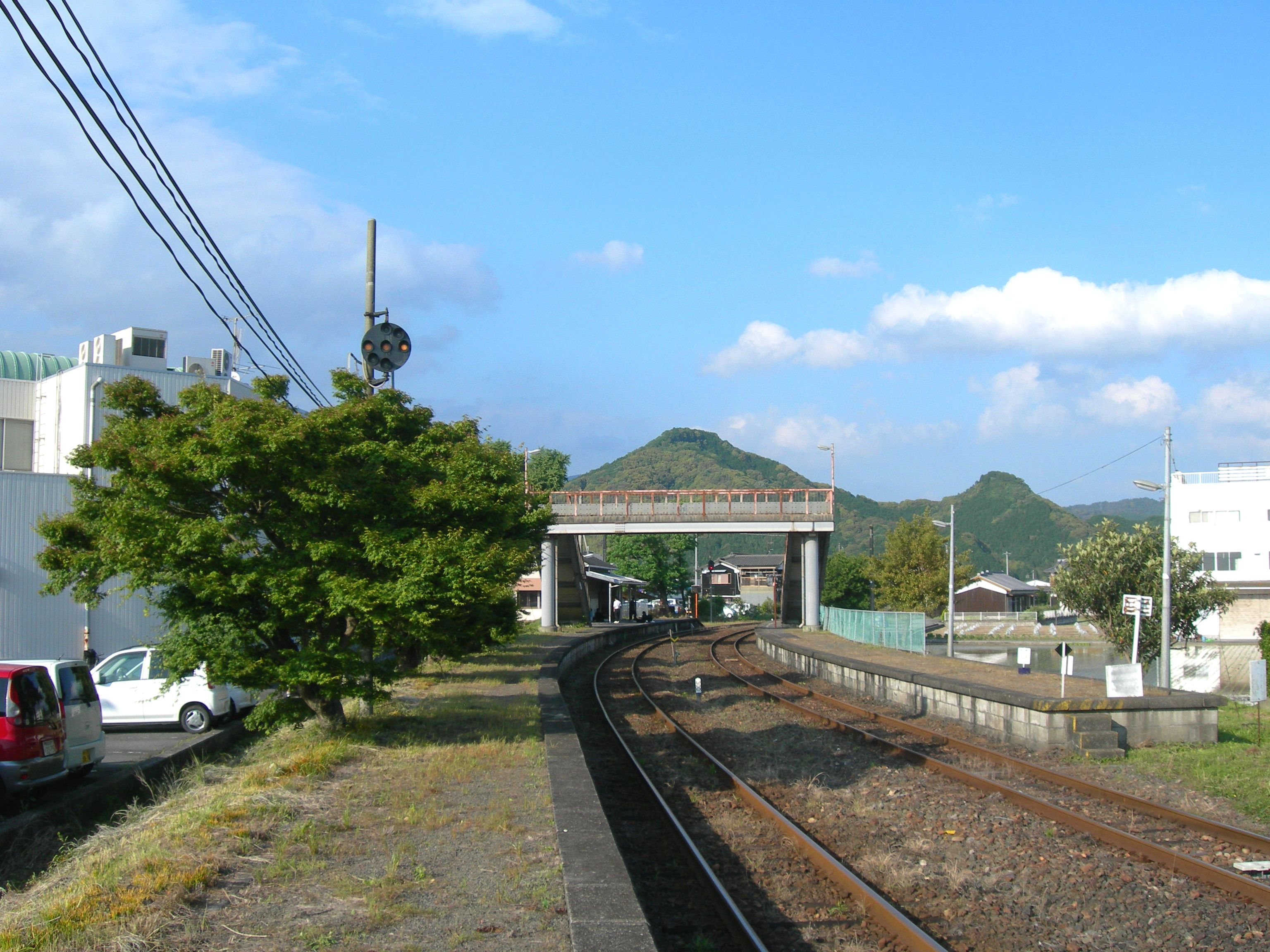
Estación Iyomiyanoshita

La Estación Iyomiyanoshita (伊予宮野下駅 Iyomiyanoshita-eki?) es una estación de la Línea Yodo (予土線 Yodo-sen?) de la Japan Railways que se encuentra en el distrito Mimachō Miyanoshita (三間町宮野下 Mimachō Miyanoshita?) de la Ciudad de Uwajima de la Prefectura de Ehime. El código de estación es el "G44".

## Características
La anterior estación (Estación Muden) está a una distancia de tan sólo 0,9 km. Fue la estación principal de lo que fue el Pueblo de Mima, en la actualidad es parte de la Ciudad de Uwajima. 

## Estación de pasajeros
El edificio de la estación es de madera y la venta de pasajes está terciarizada.
Cuenta con una plataforma, la cual posee un único andén (Andén 1). La estación no cuenta con personal.

### Andén
| 1 | ● Línea Yodo | Hacia Kihoku y Matsuno |
| 1 | ● Línea Yodo | Hacia Uwajima          |

## Alrededores de la estación
- Dependencia Mima del Ayuntamiento de la Ciudad de Uwajima

## Historia
- 1914: el 8 de octubre es inaugurada como Estación Miyanoshita (宮野下駅 Miyanoshita-eki?) del Ferrocarril Uwajima (宇和島鉄道 Uwajima-tetsudō?).
- 1933: el 1° de agosto pasa a ser la Estación Iyomiyanoshita de Ferrocarriles Nacionales de Japón (日本国有鉄道 Nihon Kokuyū Tetsudō?) debido a la estatización del Ferrocarril Uwajima.
- 1987: el 1° de abril pasa a ser una estación de la división Ferrocarriles de Pasajeros de Shikoku de la Japan Railways.

## Estación anterior y posterior
- Línea Yodo 
  - Estación Muden (G45) << Estación Iyomiyanoshita (G44) >> Estación Futana (G43)